# Необитаем остров
Необитаем остров е остров без постоянно население. По-голямата част от островите на Земята са необитаеми.
Много необитаеми острови нямат свои източници на питейна вода, на други се наблюдават силно променливи температури. Някои са полигони за ядрени изпитания. Сред необитаемите острови са тези, които са прекалено малки, за да може да се живее на тях. Обитаването на малки отдалечени острови е затруднено по транспортни и комуникативни причини.
Най-големият необитаем остров в света е Девън в Канадския арктически архипелаг. Площта му – 55,2 хиляди km² – е малко по-малка от тази на държава като Хърватия (56,5 хиляди km²), в ледниците има повече от достатъчно прясна вода, но местоположението на 75 ° северна ширина и релефът създават изключително трудни условия за живот. Същото може да се каже и за Антарктическите острови.

## В популярната култура
В масовата култура необитаемите острови често се представят като места, където попадат оживели след корабокрушение или авиакатастрофа хора. Най-известното произведение за необитаем остров е романът на Даниел Дефо „Робинзон Крузо“.
В пиесата на Уилям Шекспир Бурята Просперо и неговата дъщеря Миранда след корабокрушение се оказват на необитаем остров.
В алегоричния роман Уилям Голдинг „Повелителят на мухите“ деца попадат на необитаем остров без възрастни.
Темата за необитаемите острови се появява също в много филми, като „Корабокрушенецът“, „Изгубени“, „Синята лагуна“, „Завръщане в синята лагуна“, „Сеньор Робинзон“, Островът на ненужните хора, а също и в много реалита.

## Робинзони
Истински Робинзони
В историята на човечеството е имало случаи, когато хора (един или повече) са се озовавали на пустинен остров и са живели там известно време, без да имат възможност или (по-рядко) желание да се върнат в цивилизацията, на континента, у дома . Списъкът с причините, поради които са станали островитяни, е разнообразен: корабокрушение, изгнание, необходимост от укриване – бягство (от наказателна отговорност и правоприлагащи органи (виж също криминален, бягство), от лица, които имат граждански искове срещу беглеца (кредитори) , от робство или крепостничество, от съучастници, от повече или по-малко организирана престъпност, от отмъщение) или доброволно, по собствена инициатива.
За някои от тях са написани документални статии и книги; историите на други са предоставили основа за измислени произведения, базирани на реални събития.
През 1772 г. в Санкт Петербург е публикувана книга на Пиер Луи Льо Роа, преведена от немски език, базирана на реални събития от Робинзонадата на поморите, които са живели на Грумант от 1743 до 1749 г. – „Приключенията на четирима руски моряци, доведени до остров Ост-Шпицберген от буря, където са били шест години и са живели три месеца”. Книгата беше популярна в Европа и беше публикувана също на френски, холандски, италиански и английски език.
По време на Мексиканската революция от 1910-1917 г. мексиканското правителство забрави за гарнизона от войници (30 души, с техните съпруги и деца) на остров Клипертън, много оскъден на храна, заобиколен от води, които гъмжат от акули. Много от тези забравени умряха от глад и скорбут, докато онези, които останаха, се сблъскаха с брутални условия на оцеляване и смъртоносни конфликти помежду си. През 1917 г., по време на Първата световна война, американският кораб Yorktown пристига на острова, за да провери дали германците са разположили там военна база. Така оцелелите клинпертонианци са спасени.

Робинзонада
В литературата необитаемите острови придобиха голяма популярност под формата на жанра Робинзонада. Такива произведения разказват как Робинсън оцеляват без външна помощ, преодолявайки трудностите. В същото време отдалечеността от обществото също дава романтика. Героите стигат до острова или след катастрофата (Робинзон Крузо и капитан Грант – след корабокрушението, петима северноамериканци в „Тайнствения остров“ на Жул Верн – след падането на балона), или по заповед на недоброжелатели или като наказание (Ayrton), или доброволно.
Темата за човешкото оцеляване на пустинен остров е известна на световната литература много преди публикуването на романа на Дефо. Древноегипетското произведение „Приказката за корабокрушенците“ (ок. XX-XVII в. пр. н. е.) разказва за приключенията на герой, който бяга след корабокрушение на острова. Тази творба е в основата на авантюристичния, приключенски жанр на световната литература.
Още първите философски романи – „Хай ибн Якзан“ от Ибн Туфайл (XII век) и „Ар-Рисала ал-Камилия фи-с-сира ан-Набавия“ от Ибн ал-Нафис (XIII век) разказват за млади мъже, които са израснали сам на пустинен остров. Романът „Хай ибн Якзан“ по-късно вдъхновява Даниел Дефо да напише романа „Робинзон Крузо“. Това е най-известната творба за пустинен остров – в чест на „Робинзон“ жанрът получи името си.
В пиесата на Уилям Шекспир „Бурята“ Просперо и дъщеря му Миранда се оказват сами на безлюден остров след корабокрушение.
Приключенията на изоставен остров са част от сюжета на Критикон на Балтазар Грасиан и Моралес и Симплицисимус на Ханс Якоб Кристофел фон Гримелсхаузен.
В алегоричния роман на Уилям Голдинг „Властелинът на мухите“, както и в историята на Робърт Балантайн „Коралов остров“, децата се озовават на изоставен остров без възрастни.
Много филми са посветени на темата за необитаеми острови, като Cast Away, Lost, Gilligan’s Island, Blue Lagoon, Return to the Blue Lagoon, Six Days, Seven Nights, Signor Robinson, „The Island of Unnucessary People“; тя също е експлоатирана в някои риалити предавания (напр. „Последният герой“).